# Joegra

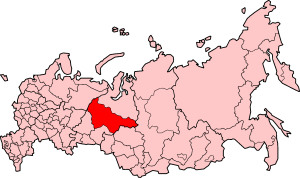
Het autonome district Chanto-Mansië, dat voorheen bekendstond onder de naam Joegra

Joegra, Joegorië, Joegoria of Ugria (Russisch: Югра, Югория; Joegoria) is een historische benaming voor de gebieden ten oosten van de rivier de Petsjora, de noordelijke, Subarctische en Arctische Oeral en het westelijk deel van West-Siberië tot aan de monding van de rivier de Taz.
Het wordt tussen de 12e en 17e eeuw in de Russische annalen genoemd als gebied en als de naam voor de stammen van de Chanten en de Mansen die deze gebieden bewoonden en gedeeltelijk nog bewonen. Het huidige autonome district Chanto-Mansië in oblast Tjoemen wordt ook wel als Joegra aangeduid. De naam is ook overleverd in de benamingen Oegrische volkeren en Oegrische talen voor een deel van de Fins-Oegrische talen.
Joegra was van de late 12e eeuw tot de jaren zeventig van de 16e eeuw schatplichtig aan de Republiek Novgorod. De Joegra-bevolking betaalde schatting aan Novgorod in de vorm van bont en walrusslagtanden. In de late 14e eeuw begon het Vorstendom Moskou aan de verovering van de Joegragebieden, tot deze in de tweede helft van de 15e eeuw langzamerhand allemaal door middel van een aantal militaire veldtochten waren geannexeerd (1465, 1483 en met name 1499 tot 1500). De meeste Chantische en Mansische vorstendommen werden afgeschaft in de late 16e eeuw en de laatste verdwenen in de jaren 40 van de 17e eeuw.

## Oorsprong van de Hongaren

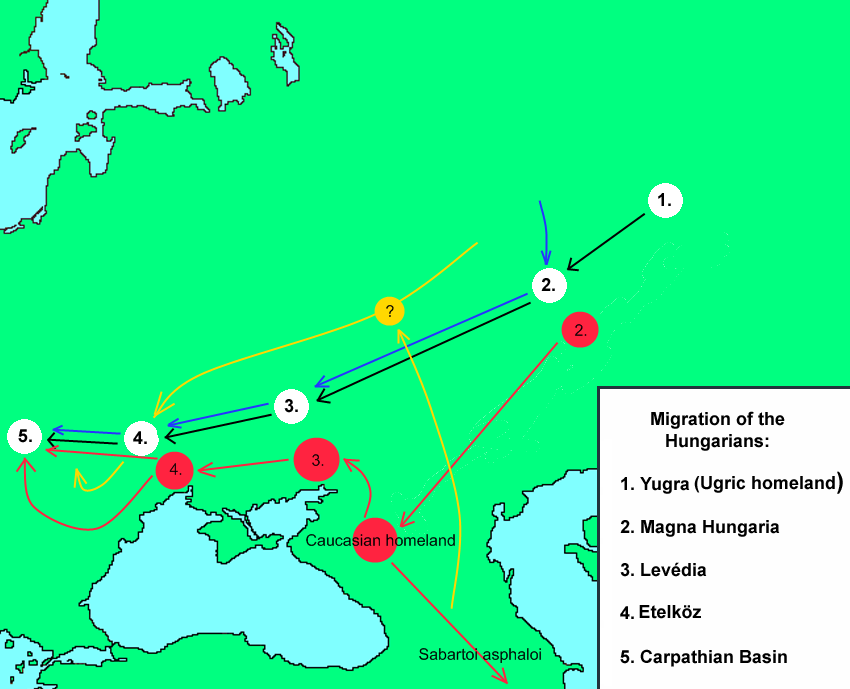
Migratie van de Hongaren

Joegra wordt ook beschouwd als de plaats waar de Hongaren (Magyaren) vandaan kwamen. Aangenomen wordt dat "Joegra" net als "Hongarije" een variant is van de Turkse benaming Onoguren ("tien stammen"), volgens sommige bronnen de naam voor een confederatie van drie Chazaars sprekende Kabaarse stammen en zeven Oegrische stammen, waaronder de Hongaren. De Hongaren stonden binnen verschillende talen bekend onder de naam "Ugri" en staan in het Oekraïens nog steeds onder deze naam bekend. Het Hongaars is taalkundig gezien het meest verwant aan het Ostjaaks (Chanti) en het Wogoels (Mansi). 
Binnen de Hongaarse geschiedenis staat Joegra bekend als "Magyar Őshaza", het Hongaarse thuisland. Er wordt gedacht dat de Hongaren van Joegra naar het westen migreerden, waarbij ze zich eerst aan de westzijde van de Oeral vestigden, in een gebied dat bekendstaat als "Magna Hungaria", Groot-Hongarije. Daarna trokken ze verder naar het westen, achtereenvolgens naar het gebied "Levedia" (nu Oost-Oekraïne), "Etelköz" (nu West-Oekraïne), om uiteindelijk in de 9e eeuw de Pannonische vlakte te bereiken.